# Fernando García Vicente
Fernando García Vicente (Zaragoza, 28 de diciembre de 1948) jurista y Justicia de Aragón entre 1998 y 2018.
Es Doctor en Derecho por la Universidad de Zaragoza. Es académico de número de la Academia Aragonesa de Jurisprudencia y Legislación y correspondiente de la Real Academia de Jurisprudencia y Legislación. Miembro de la Real y Excma. Sociedad Económica y Aragonesa de Amigos del País y Presidente de la Asociación Cultural “La Cadiera”. Desde 1978 ha ejercido de fiscal en las Fiscalías de Navarra, Teruel, Zaragoza, Gerona, La Rioja y Huesca.

## Justicia de Aragón
El 25 de mayo de 1998, elegido por las Cortes de Aragón a proposición del Partido Popular y con el voto unánime de toda la cámara, García Vicente tomó posesión del cargo de Justicia de Aragón. Renovó el 23 de diciembre de 2003 y el 12 de marzo de 2009, convirtiéndose en el primero en ejercer el cargo durante tres mandatos consecutivos. Desde el 17 de septiembre de 2014 hasta el 20 de abril de 2018, ejerció el cargo en funciones, ya que la renovación del puesto se fue retrasando al no existir acuerdo entre los grupos parlamentarios de las Cortes de Aragón para su relevo; finalmente, le sucedió Ángel Dolado en el cargo, tras casi 20 años de mandato.

| Predecesor: Juan Bautista Monserrat Mesanza | Justicia de Aragón 25/05/1998-20/04/2018 | Sucesor: Ángel Dolado Pérez |